# Motorzuigerburet
Een motorzuigerburet wordt in essentie voor hetzelfde doel gebruikt als een buret. Het grote verschil wordt gevormd door de manier waarop buret wordt gevuld en de titrant wordt afgegeven. In de klassieke buret wordt de titrant met behulp van een trechter boven in de buret toegevoegd en verlaat de titrant de buret door de kraan aan de onderzijde open te zetten.
Bij een motorzuigerburet wordt de titrant door een omlaag bewegende zuiger via een drieweg-kraan uit een voorraadfles in een cilinder aangezogen. Na de driewegkraan in de andere stand gezet te hebben beweegt de zuiger de andere kant op en wordt de titrant uit de cilinder gedreven. De verplaatsing van de zuiger wordt 'vertaald' in het afgegeven volume.
De motorzuigerburet wordt meestal bediend via een drukknoppen. Bij het activeren van de "vulstand" wordt eerst de driewegkraan automatisch in de vulstand gezet, waarna de zuiger omlaag beweegt. Heeft de zuiger zijn onderste stand bereikt, dan wordt de driewegkraan weer automatisch in de afgiftestand gezet. De snelheid waarmee de zuiger omhoog beweegt is instelbaar. Daarnaast kan de afgifte op een aantal, instelbare, manieren gebeuren.
- Continu: als de afgifteknop is ingedrukt loopt reagens uit de buret.
- Stapsgewijs: Wordt de afgifteknop kort ingedrukt, dan wordt steeds een zelfde hoeveelheid reagens afgegeven, meestal instelbaar in hoeveelheden van 0,1 0,5 en 1,0 mL.